# 기적의 오디션
《기적의 오디션》은 SBS TV에서 방영되는 텔레비전 프로그램이며 2011년 6월 24일부터 2011년 10월 14일까지 방영되었다.

## 프로그램의 역사
해당 프로그램이 신설되면서 《스타부부쇼 자기야》는 목요일 밤 11시 5분으로 이동했는데 기획 초반 ‘스타 청문회’라는 콘셉트로 평소 게스트들에게 궁금했던 질문과 의혹들을 가열차게 쏟아내며 인기를 모았으나 집단 게스트로 변경되면서 게스트에 대한 집중도가 떨어졌고, 프로그램이 가졌던 뚜렷한 색깔도 사라져 시청률 부진을 면치 못한 것 외에도 프로그램의 감초 역할을 톡톡히 해준 MC 대성의 교통사고 연루 등의 요인 탓인지 2011년 7월 4일 방송분을 마지막으로 종영된 《밤이면 밤마다》 자리에 이동되어 편성될 예정이었지만 공동 MC 김원희가 동시간대 MBC 《놀러와》에 출연 중이라 불발됐다.

## 우승 혜택
- 우승상금 2억원
- 현대자동차 쏘나타
- 현대자동차 벨로스터

## 출연자

### 진행
- 탁재훈
- 김소원

### 드림 마스터즈 (심사위원 겸 연기지도)
- 김갑수
- 이미숙
- 이범수
- 김정은
- 곽경택

### 주요 참가자
| 순위      | 이름          | 예명         | 소속사                       |
| --------- | ------------- | ------------ | ---------------------------- |
| 1위       | 손덕기        | 손우혁       | 에버컴퍼니코퍼레이션         |
| Top4(2위) | 주희중        |              | 큐로홀딩스                   |
| Top4(3위) | 이경규        | 규원, 前단우 | 더하기미디어, 前코엔스타즈   |
| Top4(3위) | 최유라        |              | 스튜디오산타클로스, 前씨제스 |
| Top5      | 허성태        |              | 한아름                       |
| Top6      | 지현준        |              | 키이스트                     |
| Top8      | 박혜선        |              | 여진                         |
| Top8      | 주민하        |              | ASK                          |
| Top10     | 박시은        | 박신아       | FE                           |
| Top10     | 김베드로      | 김신         | 테스피스                     |
| Top12     | 정예진        |              |                              |
| Top12     | 김난아        | 난아         | 前빅스타                     |
| Top20     | 정신혜        |              | 에이스팩토리                 |
| Top20     | 김준구        |              |                              |
| Top20     | 이기오        | 하석         | 스타브라더스이엔엠           |
| Top20     | 고영일        |              |                              |
| Top20     | 박성주        |              |                              |
| Top20     | 조화영        |              | 에이로드                     |
| Top20     | 조셉 서       |              | FE                           |
| Top20     | 윤구정        |              |                              |
| Top30     | 정주리        |              | 前서울대학교병원             |
| Top30     | 서한샘        |              |                              |
| Top30     | 이나영        |              |                              |
| Top30     | 엘리자베스 홍 |              |                              |
| Top30     | 조민준        | 조지환       | 큐로홀딩스                   |
| Top30     | 최규환        |              |                              |
| Top30     | 이슬          |              |                              |
| Top30     | 찰리 리       |              |                              |
| Top30     | 박미애        |              |                              |
| Top30     | 이현진        |              |                              |

## 특별 자문위원
- 이순재
- 최형인 (한양대 연극영화과 교수)